# Imam Sahib (Stadt)
Imam Sahib (Paschtu/Dari: امام صاحب), manchmal auch Khwaja oder Hazrat, ist eine Stadt in Kunduz in Afghanistan, im Zentrum des Distrikts Imam Sahib.